# 알고보니 혼수상태
알고보니 혼수상태는 대한민국의 음악 프로듀서, 작곡가 그룹이다.

## 방송
- 최애 엔터테인먼트 (2020) - 프로듀서
- 트로트의 민족 (2020) - 심사위원
- 헬로트로트 (2021) - 심사위원
- TV조선 미스터트롯2 (2022)

- 심사위원
- TV조선 《미스트롯3》(2023)- 심사위원

## 대표곡
- 정서주 - 바람 바람아
- 송가인 - 가인이어라, 서울의 달, 화류춘몽
- 조항조 - 고맙소
- 김호중 - 나보다 더 사랑해요
- 이찬원 - 시절 인연
- 안성훈 - 엄마꽃, 좋다!
- 홍진영 - 스며드나, 봄, 눈물비, 스물 마흔살
- 장윤정 - 살만합니다, 버팀목, 애원
- 김양 - 흥부자
- 금잔디 - 세월아, 나를 살게 하는 사랑, 당신은 명작, 초롱새
- 정수라 - 도라지꽃
- 김소유 - 숫자 인생
- 박윤경 - 도도한 여자, 바람꽃
- 김용임 - 울지마라 세월아
- 박현빈 - 샤방샤방
- 이숙 - 민감한 여자
- 나상도 - 벌떡 일어나
- 송대관 - 한번 더, 어이! 세월아
- 전영랑, 송대관 - 약손
- 박주희 - 청바지 (청춘은 바로 지금)
- 정해진 - 사랑의 계산기
- 노지훈 - 손가락 하트
- 신유 - 오르락 내리락, 토닥 토닥
- 한혜진 - 그대가 그리워 (후니용이)
- 정동원 - 효도합시다
- 영기 - 동네 오빠
- 양지은 - 그 강을 건너지 마오
- 안성준 - 마스크
- 유산슬, 송가인 - 이별의 버스 정류장
- 영탁 - 찐이야
- 신지 - 세 번 잊지요
- 윤서령 - 척하면 척이지
- 둘째이모 김다비 - 오르자
- 유리상자 - 사랑인가 봅니다 (왕가네 식구들 OST)

## 경력
- 경주시 홍보대사 (2021)
- 제1회 CBS 기아대책 글로벌 CCM 페스티벌 I am a Song 심사위원 (2021)

## 수상
- 2020년 MBC 방송연예대상 특별상
- 2020년 소리바다 베스트 케이뮤직 어워즈 신한류 작곡가상
- 2022년 2022 K 글로벌 하트 드림 어워즈 K 글로벌 작곡상